# Descente de cave
Descente de cave (A Corpse for Christmas) est un roman policier de l’écrivain australien Carter Brown publié en 1965 en Australie et aux États-Unis. 
Le roman est traduit en français en 1966 dans la Série noire. La traduction, prétendument "de l'américain", est signée Janine Hérisson. C'est une des nombreuses aventures du lieutenant Al Wheeler, bras droit du shérif Lavers dans la ville californienne fictive de Pine City ; la vingt-deuxième traduite aux Éditions Gallimard. Le héros est aussi le narrateur.

## Résumé
Lors d'une soirée costumée, un couple illégitime découvre sous le lit un corps : celui du mari de la dame... Le suspect serait le père Noël, du moins une personne ainsi déguisée quoique étrangère à la soirée. Les témoignages étant sujets à caution, Al Wheeler se demande si le père Noël existe vraiment. Après tout, la veuve infidèle hérite d'une belle affaire de conseil en relations publiques... La victime et les autres invités sont d'honorables hommes d'affaires, mais l'enquête révèle au lieutenant Wheeler que trois d'entre eux ont fait de la prison naguère, sous des noms différents. Ce qui ne fait qu'élargir la liste des suspects.

## Personnages
- Al Wheeler, lieutenant enquêteur au bureau du shérif de Pine City.
- Le shérif Lavers.
- Annabelle Jackson, secrétaire du shérif.
- Doc Murphy, médecin légiste.
- Ed Sanger, du laboratoire criminel.
- Le sergent Polnik.
- Iris Malone, chroniqueuse, maîtresse des lieux du crime.
- Toni Carroll, épouse de Dean Carroll, la victime.
- Greg Tallen, agent d'affaires, son amant.
- Jerry Shaw, associé de Dean Carroll.
- Malcolm Jorgans, rival en affaires de Dean Carroll.
- Maggie Harding, sa secrétaire.
- Janice Iversen, ancienne maîtresse de Dean Carroll.
- Larry Wolfe, conseiller en investissements.
- Louis, loueur de costumes.

## Édition
- Série noire no 1023, 1966,  (ISBN 2070480232). Réédition : Carré noir no 248 (1977),  (ISBN 2070432483).

## Autour du livre
Comme il l'envisageait dans La Ronflette, Al Wheeler a abandonné son Austin-Healey des romans précédents pour une Jaguar Type E - d'occasion, tout de même.